# Gespanschaft Istrien

Gespanschaft Istrien mit Hauptstraßen

Die Gespanschaft Istrien (kroatisch: Istarska županija, italienisch: Regione istriana) ist eine Gespanschaft [ɡəˈʃpaːnʃaft] im Westen Kroatiens. Sie umfasst den größten Teil der Halbinsel Istrien an der Adria. Im Norden grenzt sie an Slowenien, im Osten an die Gespanschaft Primorje-Gorski kotar. Sie hat eine Fläche von 2.813 km² und 193.377 Einwohner (Stand 31. Dezember 2021).

## Politische Institutionen
Der offizielle Verwaltungssitz der Gespanschaft und der Sitz der Gespanschaftsversammlung ist Pazin. Der Sitz der Gespanschaftsregierung ist Pula. Feierliche Sitzungen der Gespanschaftsversammlung finden in der Regel im Gebäude des ehemaligen istrischen Landtages in Poreč/Parenzo statt. Als Amtssprache wird in den Siedlungsgebieten der italienischen Minderheit neben dem Kroatischen auch das Italienische verwendet.

## Bevölkerung

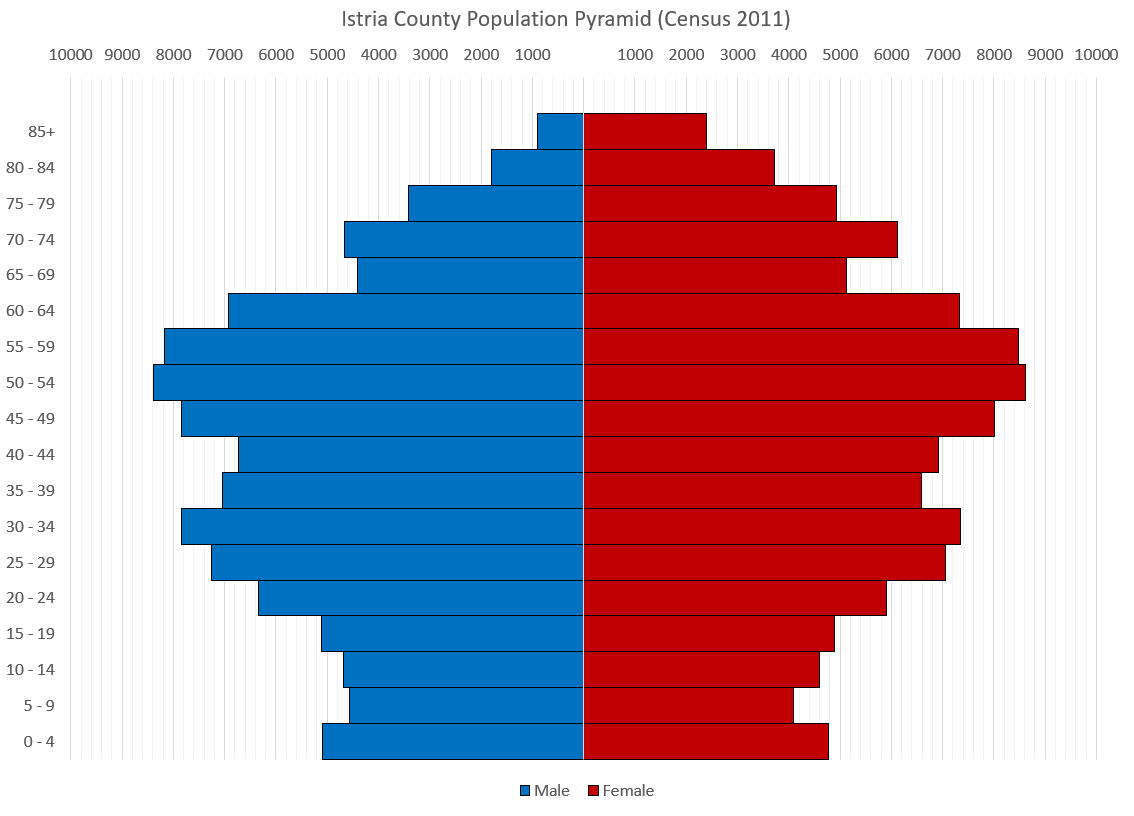
Alterspyramide der Gespanschaft Istrien (Volkszählung 2011)

Zusammensetzung der Bevölkerung der Gespanschaft Istrien nach Nationalitäten laut Volkszählung von 2021:
| Ethnie                                                           | Anzahl    | Prozent |
| ---------------------------------------------------------------- | --------- | ------- |
| Kroaten                                                          | 149.152   | 76,40 % |
| Italiener                                                        | 09.784    | 05,01 % |
| Serben                                                           | 005.778   | 02,96 % |
| Bosniaken                                                        | 004.838   | 02,48 % |
| Albaner                                                          | 002.055   | 01,05 % |
| Slowenen                                                         | 001.515   | 00,78 % |
| Roma                                                             | 000.531   | 00,27 % |
| Deklaration im Sinne einer regionalen Bevölkerungszugehörigkeit* | 010.025   | 5,13 %  |
| Andere                                                           | 000.4.689 | 02,40 % |
| Unbekannt                                                        | 000.6.870 | 03,51 % |

* Es wurde keine Nationalität (im amtlich definierten Sinne) angegeben, sondern eine regionale Zugehörigkeit.

## Städte und Gemeinden
Die Gespanschaft Istrien ist in 10 Städte und 31 Gemeinden gegliedert. Diese werden nachstehend jeweils mit der Einwohnerzahl zur Zeit der Volkszählung von 2021 aufgeführt. In Klammern stehen die ebenfalls offiziell verwendeten italienischen Namen.

### Städte
| Stadt                | Einw.  | Bild |
| -------------------- | ------ | ---- |
| Buje (Buie)          | 04.441 |      |
| Buzet (Pinguente)    | 05.999 |      |
| Labin (Albona)       | 10.424 |      |
| Novigrad (Cittanova) | 03.889 |      |
| Pazin (Pisino)       | 08.279 |      |
| Poreč (Parenzo)      | 16.607 |      |
| Pula (Pola)          | 52.220 |      |
| Rovinj (Rovigno)     | 12.968 |      |
| Umag (Umago)         | 12.699 |      |
| Vodnjan (Dignano)    | 05.838 |      |

### Gemeinden
| Gemeinde                                     | Einw. |
| -------------------------------------------- | ----- |
| Bale (Valle)                                 | 1170  |
| Barban (Barbana d’Istria)                    | 2491  |
| Brtonigla (Verteneglio)                      | 1523  |
| Cerovlje (Cerreto)                           | 1453  |
| Fažana (Fasana)                              | 3463  |
| Funtana (Fontane)                            | 911   |
| Gračišće (Gallignana)                        | 1312  |
| Grožnjan (Grisignana)                        | 656   |
| Kanfanar (Canfanaro)                         | 1498  |
| Karojba (Caroiba del Subiente)               | 1404  |
| Kaštelir-Labinci (Castellier-Santa Domenica) | 1493  |
| Kršan (Chersano)                             | 2829  |
| Lanišće (Lanischie)                          | 268   |
| Ližnjan (Lisignano)                          | 4087  |
| Lupoglav (Lupogliano)                        | 836   |
| Marčana (Marzana)                            | 4250  |
| Medulin (Medolino)                           | 6552  |
| Motovun (Montona)                            | 912   |
| Oprtalj (Portole)                            | 748   |
| Pićan (Pedena)                               | 1722  |
| Raša (Arsia)                                 | 2809  |
| Sveta Nedelja (Santa Domenica d’Albona)      | 2898  |
| Sveti Lovreč (San Lorenzo del Pasenatico)    | 960   |
| Sveti Petar u Šumi (San Pietro in Selve)     | 1051  |
| Svetvinčenat (Sanvincenti)                   | 2179  |
| Tar-Vabriga (Torre-Abrega)                   | 2148  |
| Tinjan (Antignana)                           | 1729  |
| Višnjan (Visignano)                          | 2096  |
| Vižinada (Visinada)                          | 1142  |
| Vrsar (Orsera)                               | 1923  |
| Žminj (Gimino)                               | 3360  |